# Baltan
I Baltan (バルタン星人 Barutan Seijin) sono una razza di alieni immaginari che compare nel franchise Ultraman a partire dal secondo episodio della prima serie. Sono forse la razza aliena più celebre del pantheon degli Ultraman.

## Caratteristiche

### Aspetto e dimensioni
I Baltan hanno l'aspetto di umanoidi simili a granchi e per la bocca a mosche con due enormi chele e due grossi occhi gialli o rossi.
Solitamente sono alti 2 metri ma possono diventare microscopici o crescere fino a un'altezza di 50 metri per un peso di 15 000 tonnellate.
Caratteristica precipua dei Baltan è la loro sinistra e tonante risata. Il soprannome dei Baltan è Ninja Spaziali (宇宙忍者 Uchū Ninja).

### Poteri
I Baltan possono sparare dei proiettili di energia esplosivi dalle loro chele oppure dei raggi rossi che paralizzano le loro vittime.
Per confondere i loro nemici, possono anche generare delle copie tridimensionali dei loro corpi come i ninja.
Sono capaci di ipnotizzare o possedere degli esseri umani per usarli come interpreti per comunicare.
Possono teletrasportarsi per brevi distanze e una moltitudine di Baltan microscopici o di dimensioni umane sono capaci di fondersi per formare un Baltan gigante.

## Storia

### Ultraman (1966)
Nella prima serie, decine di miliardi di Baltan Microscopici vennero sulla terra alla ricerca di materiali che potessero riparare il motore della loro astronave ma successivamente decisero di impadronirsi della Terra perché il loro pianeta di origine era stato devastato da armi nucleari.
Quando giunsero sulla terra, solo qualche individuo di Baltan si presentò in dimensioni umane (e gigantesche) ai terrestri, mentre gli altri rimasero sulla nave.
La Pattuglia Scientifica, la squadra anti-mostri di cui fa parte Shin Hayata, l'umano ospite di Ultraman, cercò di negoziare con i Baltan.
Marte fu proposto come nuova casa per gli alieni ma i Baltan rifiutarono perché Marte è un ambiente sfavorevole per loro.
Hayata suggerì che i Baltan potrebbero vivere sulla Terra se rispettassero le leggi degli umani, ma i Baltan non accettarono compromessi e uno di loro assunse una forma gigante e iniziò ad attaccare la città.
Ultraman intervenne e distrusse il Baltan gigante con il Raggio Specium e poi distrusse la loro astronave.
I Baltan sopravvissuti si ritirarono sul pianeta R (un pianeta fittizio vicino a Venere).
Su R gli extraterrestri si riorganizzarono e pianificarono una nuova invasione.
Attaccarono una astronave terrestre mandata su Venere e si impossessarono del Professor Mohri, in modo da poter non essere notati sulla Terra.
Mentre La Pattuglia Scientifica venne mandata a salvare l'astronave di Mohri, l'esercito dei Baltan giunse sulla terra.
Ide, l'esperto di armi della Pattuglia Scientifica, riuscì a eliminare una moltitudine di Baltan grazie ad una arma speciale ma l'enormità del loro numero li rese pericolosi.
Nello spazio, lo shuttle della Pattuglia Scientifica atterrò sul pianeta R e il Professor Mohri si trasformò in un Baltan gigante.
Hayata si trasformò in Ultraman ma il suo Raggio Specium venne annullato da specchi riflettori che il Baltan teneva nascosti nel petto.
Ma Ultraman lanciò all'alieno un Ultra Slash, tagliando il Baltan in due.
Sulla Terra i piccoli Baltan si fusero formando un altro Baltan gigante, Ultraman si teletrasportò sulla terra e affrontò il secondo Baltan, tagliandolo in due con un Ultra Slash e distruggendo le due parti con il Raggio Specium.

### Kaettekita Ultraman
In questa serie dove debutta Ultraman Jack, arriva un Baltan chiamato Baltan Junior che vuole vendicare i Baltan uccisi da Ultraman Hayata nella prima serie.
Baltan Junior attaccò la città con un robot gigante chiamato Builgamo.
Dopo che Jack ha distrutto Builgamo, Junior fuggì dalla Terra.

### Ultraman (1979)
Baltan compare anche nell'anime Ultraman, co-prodotto da Tsuburaya e la Sunrise.
Arrivato sulla Terra intenzionato a conquistarla, Baltan viene inseguito dalla Guarnigione Scientifica fino a rifugiarsi in una casa in mezzo alle montagne.
Hikari (l'ospite umano di Ultraman Jonias, l'Ultra della serie) viene mandato a investigare la casa e si imbatte in Baltan, rivelando che la casa è in realtà la sua astronave.
Hikari cerca di trasformarsi in Jonias ma la nave spaziale emette un campo di energia che glielo impedisce.
Baltan diventa gigantesco e attacca il resto della guarnigione scientifica ma Hikari riesce a fuggire dall'astronave e si trasforma in Ultrmana Jonias, sconfiggendo Baltan dopo una lotta.

### Ultraman 80
In questa serie compaiono due Baltan, rispettivamente chiamati Baltan V e Baltan VI.

### Ultraman Powered/The Ultimate Hero
I Baltan di questa serie hanno il corpo dall'aspetto particolarmente insettoide  e possiedono un paio di ali.
Hanno il ruolo di antagonisti principali in questa serie.

### Ultraman Cosmos First Contact
L'Antagonista principale del primo film di Ultraman Cosmos è un Baltan che è l'ultimo esemplare adulto della sua specie e che fa da guardiano ad un gran numero di piccoli Baltan.
Baltan voleva conquistare la Terra per renderla la nuova casa dei piccoli ma a impedirglielo c'è Ultraman Cosmos.
Nello scontro finale, Baltan si trasforma in Neo Baltan ma alla fine viene sconfitto da Cosmos.
Sapendo che Baltan voleva dominare la Terra per il bene dei piccoli Baltan, Cosmos usa un raggio per riportarlo alla sua forma normale e i piccoli Baltan lo riportarono sulla loro astronave per poi andarsene nello spazio.

### Ultraman Max
Negli episodi 33 e 34 compaiono due tipi di Baltan:Tiny Baltan, un Baltan alto 30 cm amichevole nei confronti degli umani che si può trasformare in una ragazza e Dark Baltan, desideroso di distruggere l'umanità perché la considera responsabile della devastazione del loro mondo.
Ultraman Max interviene contro Dark Baltan ma viene sconfitto al primo scontro.
Nel secondo round, Max riesce a vincere grazie a Tiny Baltan che, insieme a dei ragazzini, suona delle campane magiche che purificano il cuore di Dark Baltan mentre un membro della squadra DASH lo rimpicciolisce fino alle dimensioni di Tiny Baltan.
Dark e Tiny Baltan tornarono nello spazio lasciando in pace la Terra.